# Evagrio di Costantinopoli
Evagrio (in greco Ευάγριος?; ... – 380) è stato arcivescovo di Costantinopoli per un breve periodo nel 370.
Dopo la morte dell'arcivescovo di Costantinopoli Eudossio, gli ariani elessero Demofilo. I cristiani che accettavano il primo concilio di Nicea, insieme al deposto patriarca di Antiochia Eustazio, scelsero invece Evagrio. Dopo pochi mesi dall'elezione fu bandito dall'imperatore Valente e rimase in esilio fino alla sua morte.